# Elènia cresta-rogenca
L'elènia cresta-rogenca (Elaenia ruficeps) és un ocell de la família dels tirànids (Tyrannidae).

## Hàbitat i distribució
Habita el bosc obert i arbusts de les terres baixes fins als 1500 m, de l'est de Colòmbia, sud de Veneçuela, Guaiana i nord del Brasil amazònic.